# Питалито
Питалито (исп. Pitalito) — город и муниципалитет в Колумбии в составе департамента Уила. Город — второй по численности в департаменте и считается одним из важнейших центров производства кофе в Колумбии, особо отмечается качество бобов.

## Географическое положение

Муниципалитет Питалито

Город расположен в департаменте Уила в долине Рио-Гранде-де-ла-Магдалена, в 180 км от столицы департамента Нейва. Абсолютная высота — 1 318 метров над уровнем моря.

Площадь муниципалитета составляет 1 012 км².

## Население
По данным Национального административного департамента статистики Колумбии, совокупная численность населения города и муниципалитета в 2012 году составляла 118 660 человека.
Динамика численности населения города по годам:
| 2005    | 2006    | 2007    | 2008    | 2009    | 2010    | 2011    | 2012    |
| ------- | ------- | ------- | ------- | ------- | ------- | ------- | ------- |
| 102 485 | 104 834 | 107 091 | 109 375 | 111 669 | 113 980 | 116 307 | 118 660 |

Согласно данным переписи 2005 года мужчины составляли 49,3 % от населения города, женщины — соответственно 50,7 %. В расовом отношении белые и метисы составляли 96,8 % от населения города; негры — 2,3 %; индейцы — 0,9 %..
Уровень грамотности среди населения старше 5 лет составлял 87,5 %.